# Daniel Llambrich
Daniel Llambrich Gabriel (14 de marzo de 1975) es un deportista español que compitió en natación adaptada. Ganó dos medallas en los Juegos Paralímpicos de Verano, bronce en Barcelona 1992 y plata en Atenas 2004.

## Palmarés internacional
| Juegos Paralímpicos | Juegos Paralímpicos | Juegos Paralímpicos | Juegos Paralímpicos          |
| Año                 | Lugar               | Medalla             | Prueba                       |
| ------------------- | ------------------- | ------------------- | ---------------------------- |
| 1992                | Barcelona (España)  | Medalla de bronce   | 400 m libre B2               |
| 2004                | Atenas (Grecia)     | Medalla de plata    | 4 × 100 m estilos (49 ptos.) |